# Складанюк Иван Сергеевич
{{персона